# محمدآباد (زیرکوه)
محمداباد روستایی در دهستان زیرکوه بخش مرکزی شهرستان زیرکوه استان خراسان جنوبی ایران است. بر پایه سرشماری عمومی نفوس و مسکن در سال ۱۳۹۰ جمعیت این روستا ۴۲۳ نفر (در ۱۰۲ خانوار) بوده است.